# Rainer Hedrich
Rainer Franz Hedrich (* 1. April 1957 in Frankfurt am Main) ist ein deutscher Biologe und Biophysiker.

## Schule und Studium
Hedrich besuchte von 1964 bis 1967 die Volksschule in Mörfelden im Landkreis Groß-Gerau. Nach der Grundschulzeit wechselte er auf das Prälat-Diehl-Gymnasium, Groß-Gerau, wo er 1976 das Abitur ablegte.
Im Oktober 1976 immatrikulierte er sich an der Technischen Hochschule Darmstadt im Fach Biologie. Nach dem Vordiplom wechselte er 1978 an die Universität Göttingen, wo er sich in den Fächern Biologie und Chemie immatrikulierte. 1981 schrieb er seine Diplomarbeit am Pflanzenphysiologischen Institut der Uni Göttingen, Abteilung Raschke, und legte das Diplom ab.

## Wissenschaftliche Arbeit
Hedrich begann 1982 mit den Untersuchungen zu seiner Doktorarbeit in der Arbeitsgruppe Raschke. Er forschte „über den Stoffwechsel von Schließzellen im Licht und im Dunkeln“. Mit der Gesamtnote summa cum laude wurde er im Mai 1985 promoviert.
Von 1985 bis 1987 arbeitete Rainer Hedrich im Rahmen seiner Post-Doc-Zeit am Max-Planck-Institut für biophysikalische Chemie, Göttingen. Er gehörte zur Arbeitsgruppe Membranbiophysik von Erwin Neher. Dabei führte er Patch-Clamp-Studien an Membranen von höheren Pflanzen durch. Hier konnte er als erster Forscher direkt nachweisen, dass Pflanzenzellen Ionenkanäle besitzen. Er identifizierte einen K+/Cl−-Ionenkanal in der Vakuolenmembran von Rote-Bete-Zellen (Beta vulgaris subsp. vulgaris var. conditiva).
Nach der Post-Doc-Zeit wechselte Hedrich zurück an das Pflanzenphysiologische Institut der Uni Göttingen, wo er bis 1989 als Akademischer Rat auf Zeit angestellt war und später durch die Verleihung des Gerhard-Hess-Preises und der Aufnahme in das Gerhard-Hess-Programm für Nachwuchswissenschaftler der Deutschen Forschungsgemeinschaft DFG eine eigene Nachwuchsarbeitsgruppe gründen konnte. Im Jahr 1990 habilitierte Hedrich an der Universität Göttingen im Fach Botanik. Im Jahr 1991 erhielt er ein Heisenberg-Stipendium der DFG.
Ebenfalls im Jahr 1991 erhielt Rainer Hedrich einen Ruf an die Universität Hannover und übernahm den Lehrstuhl am Institut für Biophysik. 1996 erhielt er den Ruf der Universität Würzburg auf den Lehrstuhl für Molekulare Pflanzenphysiologie und Biophysik. Im Jahr 2010 erhielt er einen ERC Advanced Grant des Europäischen Forschungsrates. Ziel ist die weitere Erforschung elektrischer Phänomene bei Pflanzen und deren Korrelation mit genetischen Untersuchungen. Hedrich möchte dadurch Hinweise auf die Evolution primitiver Nervensysteme gewinnen.

## Ehrungen und Preise
- 1984: Heinz Maier-Leibnitz-Preis für Biologische Membranforschung
- 1989: Gerhard-Hess-Förderpreis der DFG
- 2001: Körber-Preis für die Europäische Wissenschaft
- 2005: Aufnahme in die Deutsche Akademie der Naturforscher Leopoldina
- 2010: Förderpreis des Europäischen Forschungsrates (dotiert mit 2,5 Millionen Euro)